# Іскрицький Дем'ян Олександрович
Іскрицький Дем'ян Олександрович (23 вересня 1803, с. Душатин Суразький повіт (Чернігівська губернія), Російська імперія — 27 вересня 1831, Царські Колодці, тепер Дедопліс-Цкаро, Грузія) — декабрист, член Союзу благоденства та Північного товариства.

## Біографія
Народився в сім'ї обер-секретаря Сенату Олександра Михайловича Іскрицького (н. 1782). Виховувався у Петербурзькому єзуїтському пансіоні та пансіоні Шабо. Після закінчення навчання перебував на військовій службі. На службу вступив колонвожатим до світи по квартирмейстерської частини (14.07.1820), призначений на службу до канцелярії генерального-квартирмейстера Головного штабу, прапорщик (12.12.1821), переведений до Гвардійського генерального штабу (21.04.1823), напередодні повстання — підпоручик Гв. генерального штабу (29.03.1825).
Член переддекабристської організації «Священна артіль», Союзу благоденства (1820) і Північного товариства (1825). 14 грудня 1825 р. був присутній на Сенатській площі, але участі у повстанні не брав. Був заарештований (можливо, за доносом свого дядька Ф. Б. Булгаріна) 29 січня 1826 р. і ув'язнений у Петропавловській фортеції. За вироком від 15 червня 1826 р. був звільнений в тому ж чині і переведений до Оренбурзького гарнізону. Пізніше служив на Кавказі у 42-му єгерському полку. Учасник російсько-турецької війни 1828—1829 рр.
Помер на Кавказі у чині штабс-капітана.